# Síndrome do cabelo impenteável

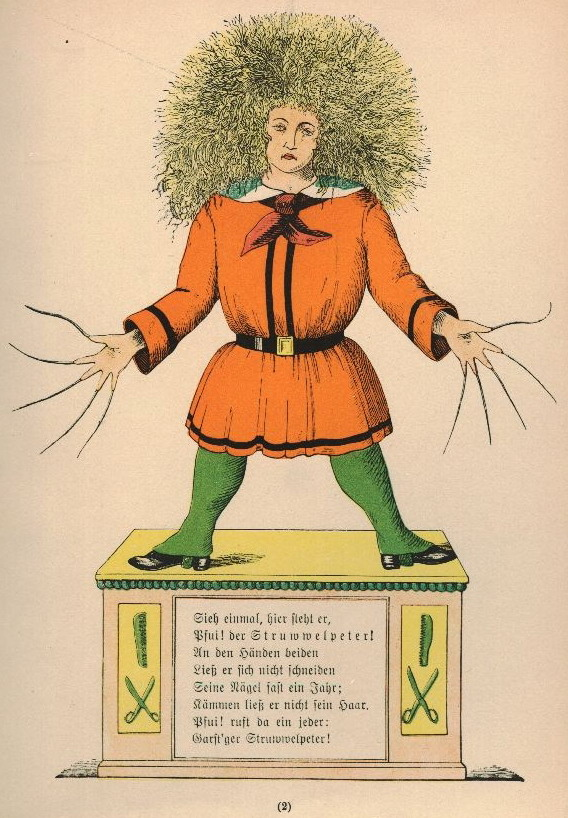
Uma história infantil publicada na Alemanha em 1845 detalhou um personagem chamado "Struwwelpeter" ou "Shockheaded Peter", provavelmente para descrever a natureza crespa do cabelo de um paciente com a Síndrome do cabelo impenteável. A história dessa criança foi posteriormente traduzida por Mark Twain e o personagem foi chamado de "Pedro esloveno".

A Síndrome do cabelo impenteável é uma anomalia estrutural extremamente rara do cabelo, com um grau de efeito variável. É caracterizada por cabelos prateados, secos, frisados, ásperos e impossíveis de pentear. Foi relatado pela primeira vez no início do Século XX. Normalmente se torna aparente entre as idades de 3 meses e 12 anos. A síndrome do cabelo não penteado tem vários nomes, incluindo "pili trianguli et canaliculi", "cheveux incoiffables" e "cabelo de vidro fiado". Acredita-se que esse distúrbio seja autossômico recessivo na maioria dos casos, mas há alguns casos documentados onde vários membros da família exibem o traço de forma autossômica dominante. Com base nos estudos científicos atuais relacionados ao transtorno, os três genes que foram causalmente associados ao UHS são PADI3, TGM3 e TCHH. Esses genes codificam proteínas importantes para a formação do fio do cabelo. Os sintomas clínicos da doença surgem entre os 3 meses e os 12 anos de idade. A quantidade de cabelo na cabeça não muda, mas o cabelo começa a crescer mais devagar e se torna cada vez mais "incompreensível". Para ser clinicamente aparente, 50% de todas as hastes de cabelo do couro cabeludo devem ser afetadas pelo UHS. Esta síndrome afeta apenas a haste do couro cabeludo e não influencia o crescimento do cabelo em termos de quantidade, textura ou aparência no resto do corpo.